# Acutandra araucana
Acutandra araucana là một loài bọ cánh cứng trong họ Cerambycidae.